# Martina Romero
Martina Romero (Buenos Aires, 18 de marzo de 2022) más conocida como Martu Romero, es una jugadora de balonmano, internacional con Argentina, que juega en el Caja Rural Aula Valladolid.

## Trayectoria
Martu se formó en el Sédalo argentino, desde el que saltó a Europa, en el mercado de invierno de la 2022/23, para jugar en el Aula Valladolid. La argentina renovó con el Aula Valladolid hasta junio de 2025 y aparece como agente libre en la página de su agencia de representación. En abril del 2025 se anunció la salida del conjunto vallisoletano.
Con el equipo colegial debutó en la Copa Europea de la EHF en la temporada 2024/25, llegando hasta cuartos de final y siendo eliminado por el MKS Urbis. Terminó su primera temporada en Europa con 11 tantos.
A finales de temporada se anunció su fichaje por el Costa del Sol Málaga.

### Selección
Siendo cadete jugó el Sudamericano de 2017, terminando en 2.ª posición. Como júnior jugó el Campeonato del Mundo júnior de 2022 y el Panamericano de 2021 y 2022, dónde La Garra terminó imponiéndose en ambos torneos.
Ya en la selección absoluta, se estrenó en el Campeonato del Mundo de 2023.

## Trofeos y reconocimientos

### Selección argentina
- 2 x  Medalla de oro Sur-centro junior (2021 y 2022)[16]

### Reconocimientos individuales
En el 2022 fue parte de la terna de balonmanistas, junto a Pedro Martínez y Santiago Giovagnola, nominadas a los Premios Jorge Newbery.